# Florești, Gorj
Florești este un sat în comuna Țânțăreni din județul Gorj, Oltenia, România.
În anul 1878 Mihai Eminescu a stat la moșia Florești și a tradus o parte din documentele Hurmuzachi.
 Acest articol despre o localitate din județul Gorj este deocamdată un ciot. Puteți ajuta Wikipedia prin completarea lui.